# Barber-Pole

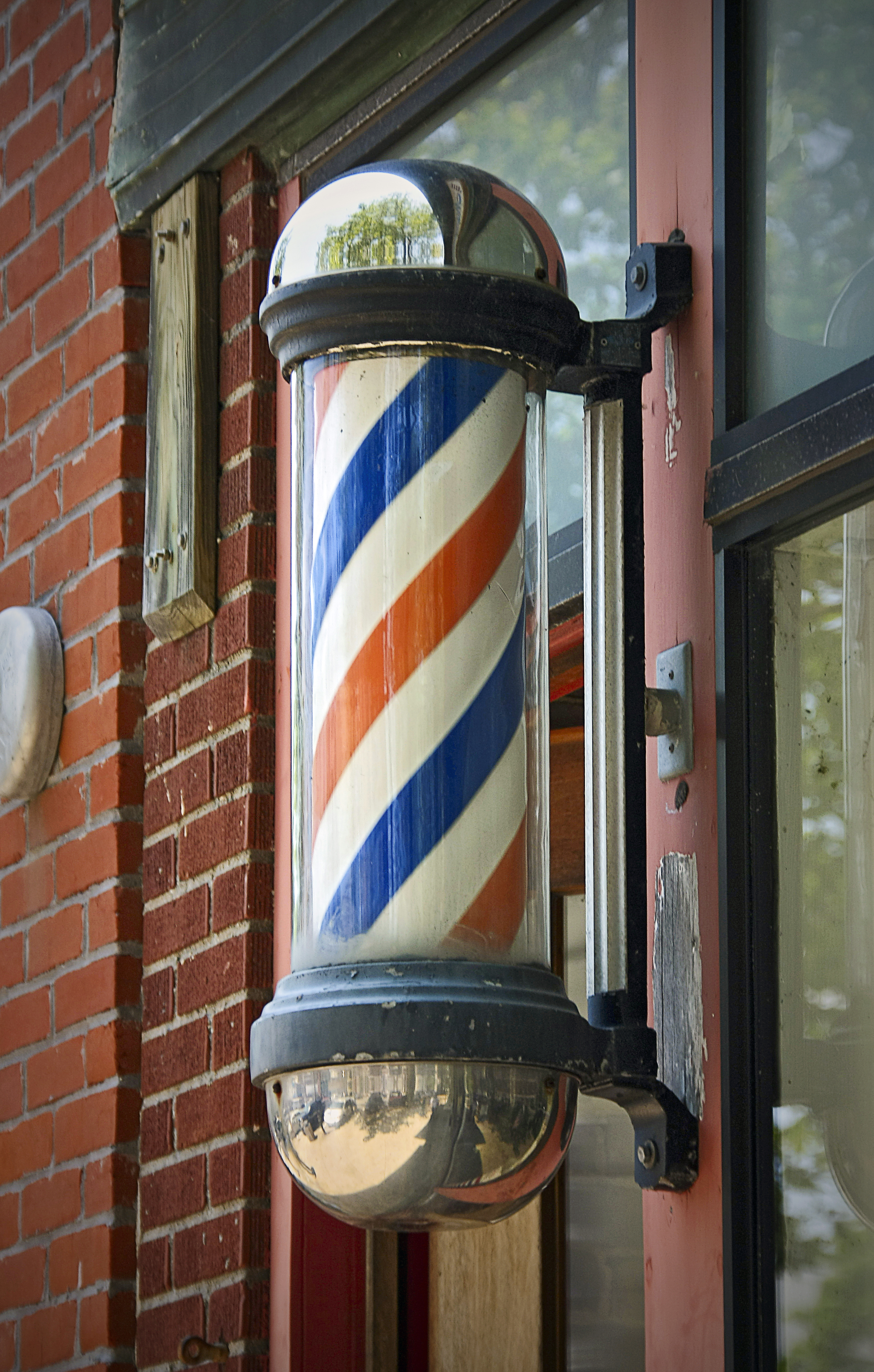
Barber-Pole

Der Barber-Pole (weniger verwendet: Frisierstange, Barbierstange) wird verwendet, um ein Barbier-Geschäft optisch zu kennzeichnen. In den USA und England ist das schon lange üblich, weil dort, im Gegensatz zu Europa, reine Barbier-Geschäfte noch existierten. Seit den 2010er Jahren gehören Barberpole auch im deutschsprachigen Bereich zunehmend zum Stadtbild, da auch hier Barbier-Läden in Mode gekommen sind.

## Ursprung (historisch)
Ursprünglich führten bis ins Mittelalter Mönche, vor allem bei ärmeren Menschen, die sich keinen Arzt leisten konnten, verschiedene medizinische Eingriffe wie den Aderlass durch. Als diese Behandlungen 1163 von Papst Alexander III. verboten wurden, führten Friseure, die ohnehin scharfe Messer besaßen, diese als gesundheitsfördernd beliebten Eingriffe weiter durch.
Es wird gemutmaßt, dass im Mittelalter die mit Blut verschmutzten Laken zum Trocken an eine Stange gehängt wurden, durch den Wind könnte sich der Stoff um die Stange gewickelt haben. Das wiederum könnte zu einem Erkennungszeichen für solche Dienstleistungen geworden sein.

## Ursprung (Neuzeit)
Im gesamten englischsprachigen Bereich sind Barberpole mindestens seit dem 19. Jahrhundert üblich, eher sogar schon länger.
Die sich drehende Friseurstange kam in den 1920er und 1930er Jahren in den USA auf. Nach dem Zweiten Weltkrieg war es in den meisten europäischen Ländern nicht mehr üblich, sich beim Barbier den Bart schneiden zu lassen. Deshalb gab es Barberpole Säulen bis in die 2000er Jahre fast nirgendwo im deutschsprachigen Raum.

## Farben
Es ist nicht abschließend geklärt, woher die drei Farben des Barberpole kommen. Einzig beim Rot ist man sich sicher, dass es dem Blut entspricht, welches beim Aderlass floss. Das Weiß scheint von den Stoffbandagen zu kommen, die verwendet wurden. Das Blau ist möglicherweise erst später dazu gekommen, eventuell aus patriotischen Gründen in den USA. Anderen Quellen zufolge könnte das Blau auch von den Venen stammen, die angeschnitten wurden, um Blut fließen zu lassen. 

Barbers Pole

Einige sehen aber auch das Amsterdam der Renaissance als Ursprung der Farben: Angeblich verwendeten Friseure rot als Symbol für das Blut, weiß als Zeichen, dass sie auch Knochen einrenken würden, und blau, um zu zeigen, dass sie auch eine Rasur machen würden, wenn das gewünscht wird.
Bisher waren in Europa Friseurstangen vorrangig rot und weiß, in Amerika hingegen sind sie eher rot, weiß und blau.

## Trivia
Barber-Pole-Illusion: Um 1920 untersuchten zwei Psychologen visuelle Täuschungen und ließen unter anderem Friseurstangen um ihre eigene Achse drehen. Barberpole-Stangen erzeugen eine optische Täuschung, weil sie suggerieren, die Stangen würden sich gar nicht drehen, sondern die Streifen würden senkrecht nach oben wandern.
In Südkorea verwendet man das Barberpole sowohl für Barbiere als auch für Bordelle, die sich als Friseursalons tarnen. Damit Verwechslungen vermieden werden, haben Bordelle häufig zwei Pole, die sich in entgegengesetzte Richtungen drehen.